# Diritto museale
Il Diritto museale è branca giuridica di recente formazione, dedicata allo studio delle norme che regolano l'istituzione, la gestione e il funzionamento dei musei (dal greco antico mouseion, cioè tempio dedicato alle Muse).

## Disciplina legale
I musei sono oggi enti finalizzati a individuare, conservare, valorizzare e promuovere il patrimonio culturale ivi esistente attraverso una serie di attività coinvolgenti diverse professionalità.
L'art. 2 co. 1 dello Statuto dell'International Council of Museums definisce il Museo come:
Istituzione permanente, senza fini di lucro, al servizio della società e del suo pubblico, aperta al pubblico, che compie ricerche sulle testimonianze materiali dell'uomo e del suo ambiente, le acquisisce, le conserva, le comunica e, soprattutto le espone a fini di studio, di educazione e di diletto.
Il Decreto Legislativo 22 gennaio 2004, n. 42, in materia di "Codice dei beni culturali e del paesaggio, ai sensi dell'articolo 10 della legge 6 luglio 2002, n. 137" inserisce i musei nell'ambito dei cosiddetti “istituti e luoghi della cultura”, dove nella Parte II, al Titolo II, dedicato alla fruizione e valorizzazione dei beni culturali, all'art. 101 dice:
1. Ai fini del presente codice sono istituti e luoghi della cultura i musei, le biblioteche e gli archivi, le aree e i parchi archeologici, i complessi monumentali.
2. Si intende per:
a) "museo", una struttura permanente che acquisisce, conserva, ordina ed espone beni culturali per finalità di educazione e di studio.